# Sant Roc (Jaciment)
Sant Roc, es un jaciment arqueològic situat entre els municipis de Vilablareix i d'Aiguaviva (Gironès), inclòs a l'Inventari del Patrimoni Arqueològic i Paleontològic de Catalunya.

## Descripció
Aquest jaciment es troba en els camps de conreu que envolten l'església de Sant Roc, en el veïnat de Vilablareix.
En els camps propers s'hi recolliren les dues peces següents: Un esclat cortical sobre quarsita, amb retoc pla i abrupte al lateral dret i un nucli llevallois.
La troballa fou realitzada el 1975 per E. Giménez (membre de l'Associació Arqueològica de Girona). Fou prospectat per Daniel Giner Irazno (CODEX) l'any 2005 amb motiu de Estudi d'Impacte Ambiental sobre el Patrimoni Històric-Cultural pel projecte "Línia de Red Eléctrica Española Riudarenes-Bescanó".